# 김윤 (1963년)
김윤(金潤, 1963년 10월 3일 ~ )은 대한민국의 정치인이다.

## 학력
- 순천심산국민학교 전학
- 광주계림국민학교 졸업
- 무등중학교 졸업
- 광주진흥고등학교 졸업
- 서울대학교 서양사학 학사
- 서울대학교 대학원 서양사학과 석사과정 수료

## 경력
- 대우자동차 세계경영기획단장
- 사단법인 세계경제화포럼 대표
- 전진코리아 공동대표
- 통합민주당 서울시당 서초구 을 지역위원장
- 새정치민주연합 서울시당 공천심사위원
- 국민의당 서울시당 동대문구 갑 지역위원장
- 국민의당 정책위원회 부의장
- 국민의당 정치혁신특별위원회 상임위원
- 국민의당 기획1실장
- 국민의 도전 선거대책위원회 조직본부장
- 국민의당 서울시당 위원장
- 북촌학당 학장
- 국민의힘 광주시당 서구을 당협위원장
- 제21대 대통령 선거 국민의힘 김문수 대통령 후보 광주 선거대책위원회 공동선대위원장

## 역대 선거 결과
|  | 15.85% |

|  | 15.79% |

|  | 6.79% |

|  | 7.82% |